# Дельменхорст
Де́льменхорст (нем. Delmenhorst, н.-нем. Demost) — город в Германии, город земельного подчинения, расположен в земле Нижняя Саксония.

## Общая информация
Население  города по состоянию на 2013 год составляет 73,9 тыс. человек, что делает Дельменхорст 10-м по величине городом Нижней Саксонии. Площадь  города — 62,36 км².
Официальный код — 03 4 01 000.
Город находится непосредственно на западе от Бремена и 35 км на юго-востоке от Ольденбурга.

## История
В 1247 году в небольшом укреплении у речки Дельмы была возведена крепость со рвом. Первое упоминание города относится к 1254 году. В 1371 году Дельменхорст получил право называться городом, но ещё многие годы был поочерёдно зависим от городов, в те времена герцогств, Ольденбург и Бремен. С 1690 года Дельменхорст имеет право иметь свою собственную ярмарку.
Согласно заключённому в 1773 году Царскосельскому трактату, наследник российского престола великий князь Павел Петрович, бывший одновременно гольштейн-готторпским герцогом, отказался в пользу Дании вообще от всех прав в Шлезвиг-Гольштейне в обмен на графства Ольденбург и Дельменхорст в Северо-Западной Германии, которые через 4 года от него в подарок получил Фридрих Август I Ольденбургский, родной дядя императрицы Екатерины II.
Первая еженедельная газета Delmenhorster Kreisblatt стала выпускаться в 1832 году, по состоянию на 2020 год она всё ещё выходит.
Благодаря пробковой и сигарной индустрии, работающей с 1850 года, и открытию железнодорожного участка Бремен-Ольденбург в 1867 году Дельменхорст уже к концу XIX века стал крупнейшим промышленным городом региона Везер-Эмс. Позже здесь также производилось джутовое волокно, шерсть и линолеум.
В 1903 году Дельменхорст получил право иметь свою ратушу, которая строилась с 1910 по 1914 год.
Город принял участие в интернациональной выставке Expo 2000.

## Достопримечательности
Достопримечательностями Дельменхорста являются ратуша и водонапорная башня, а также остатки средневековой крепости и ров, Graftanlagen. В городе стоит лютеранская Церковь Святой Троицы XVIII века, интерес представляет и городской памятник архитектуры, вилла Лахузен.

## Население
До начала индустриализации в XIX веке население Дельменхорста составляло 1937 жителей (1816 год) и выросло до 16 579 жителей к 1900 году. Следующая волна прироста населения пришла с окончанием Второй мировой войны, так в 1950 году насчитывалось 57 273 жителя. В 2010 году общее число жителей составляло 77 174, из них 39 258 женщины (50,9 %) и 5906 иностранцы (7,7 %).
| Год  | Население |
| ---- | --------- |
| 1990 | 76 418    |
| 1995 | 79 819    |
| 2000 | 78 985    |
| 2005 | 79 251    |
| 2010 | 77 174    |

## Политика
Городской совет, который состоит из 44 членов совета, и обер-бургомистр выбираются на 5-летний срок.
Породнённые города:
- Аллоннес (Франция)
- Борисоглебск (Россия)
- Эберсвальде (Германия)
- Кольдинг (Дания)
- Люблин (Польша)

## Транспорт и экономика
Через Дельменхорст проходят федеральные автобаны — А1/E37 и А28/E22.
Дельменхорст находится в 14 км от Аэропорта Бремена и имеет железнодорожный вокзал Delmenhorst Hauptbahnhof.
Дельменхорст имеет очень высокий уровень моторизации — 674 автомобиля / 1000 жителей (средний уровень моторизации составляет в: Германии 550/1000.
В городе находится штаб-квартира компании Tönnjes E.A.S.T. Infrastruktur Invest, занимающейся идентификацией и регистрацией автотранспорта.

## Галерея

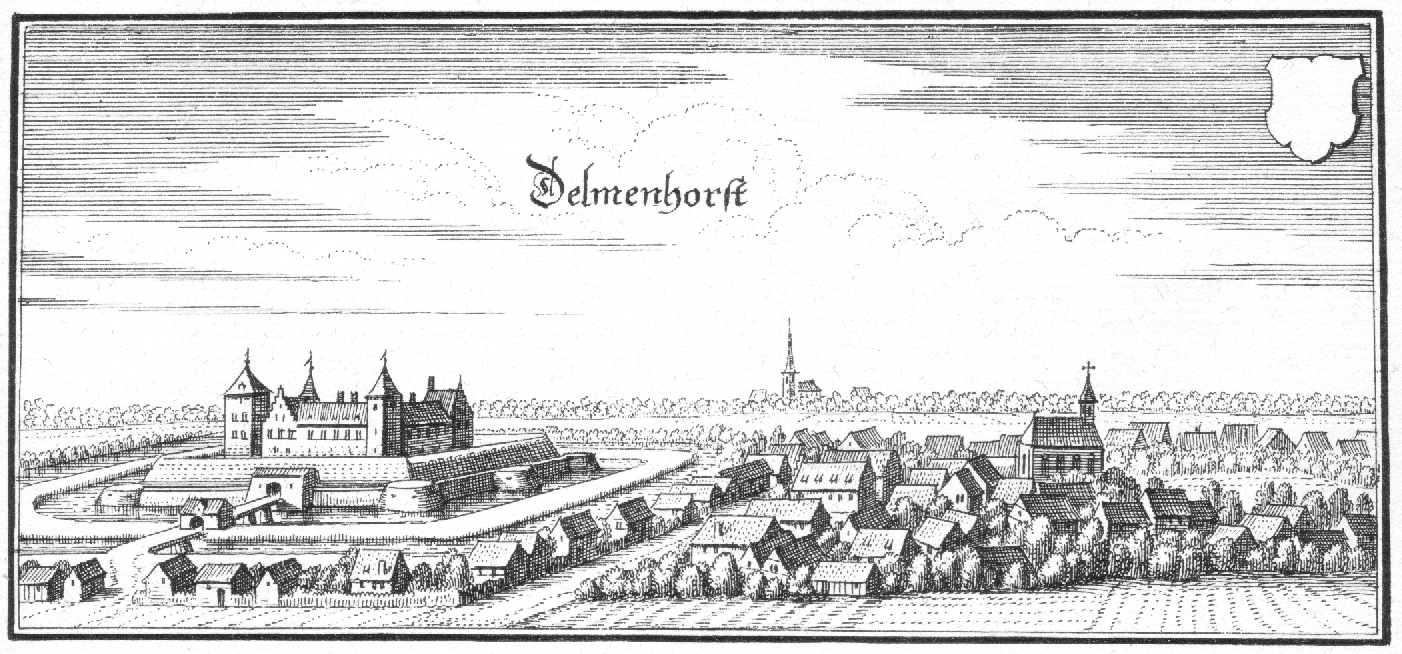
Гравюра на меди
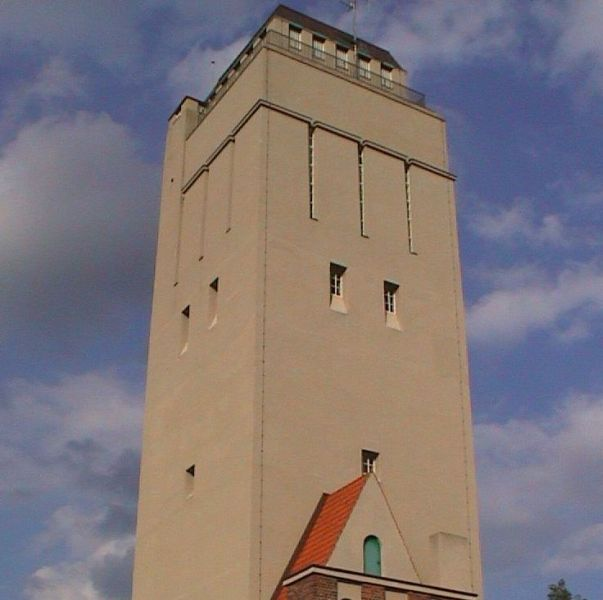
Водонапорная башня